# سيمون برات
سيمون برات (بالإنجليزية: Simone Pratt)‏ مواليد 6 يناير 1996 في باهاما الكبرى، باهاماس، هي لاعبة كرة مضرب بهامية. أعلى تصنيف لها في الفردي كان المركز الـ 953 في سنة 2012. أعلى تصنيف لها في الزوجي كان المركز الـ 1167 في سنة 2013.

## روابط خارجية
- سيمون برات على موقع رابطة محترفات التنس (الإنجليزية)
- سيمون برات على موقع الاتحاد الدولي لكرة المضرب (الإنجليزية)
- سيمون برات على موقع خلاصة التنس.كوم (الإنجليزية)